# Torrent Valley
Das Torrent Valley (englisch für Sturzbachtal) ist ein Tal an der Basis der Ulu-Halbinsel im Nordwesten der westantarktischen James-Ross-Insel. Es erstreckt sich vom Eisfeld unterhalb der markanten Kliffs ostsüdöstlich der Massey Heights bis zur Shrove Cove.
Das UK Antarctic Place-Names Committee benannte es 1993 nach einem Bach, der das Tal verdeckt durch zwei getrennte Eisfelder durchfließt und 500 m stromabwärts aus einer Eishöhle in Form eines Deltas auf einer Ebene zutage tritt.